# Gyorsút R67
Die R67 ist eine Schnellstraße in Ungarn, die ab 2019 auf 46,5 km Kaposvár mit dem Plattensee verbinden soll. Der erste Abschnitt führt neben der jetzigen Route 67 entlang, welche aber sehr unfallträchtig ist. Bis 2022 soll die komplette Länge befahrbar sein und somit die Fahrzeit um 10 Minuten verkürzen sowie Unfälle vermeiden. Das „R“ steht für Republic und soll somit von dem in Ungarn üblichen „M“ für Autobahn unterscheiden. Auf der Strecke sind mehrere sog. Turbokreisverkehre, jedoch sind keine Rastplätze eingeplant worden. Die Streckenkilometer beginnen bei 46, da die Route 67 in Szigetvár startet und der Neubau mit Kilometer 46 beginnt.